# Yuan Fuli
Yuan Fuli 袁复礼 (* 1893; † 1987) aus Xushui 徐水县, Provinz Hebei, war ein chinesischer Geologe. Er war Teilnehmer der Chinesisch-Schwedischen Expedition in die nordwestlichen Provinzen Chinas (1927–1933). Johan Gunnar Andersson entdeckte mit ihm zusammen 1921 die namensgebende Yangshao-Stätte der Yangshao-Kultur. 
Das Mineral Yuanfuliit (chin. 袁复礼石) ist nach ihm benannt.